# 苏利耶尔
苏利耶尔（法語：Soulières，法語發音：[suljɛʁ]）是法国马恩省的一个市镇，属于香槟沙隆区。

## 地理
苏利耶尔（48°54'20"N, 3°55'40"E）面积6.04 平方千米，位于法国大東部大區马恩省，该省份为法国东北部内陆省份，北起阿登省，西北接埃纳省，西南接塞纳-马恩省，南至奥布省，东南接上马恩省，东临默兹省。
与苏利耶尔接壤的市镇（或旧市镇、城区）包括：埃特雷希、日夫里莱卢瓦西、布朗科托。

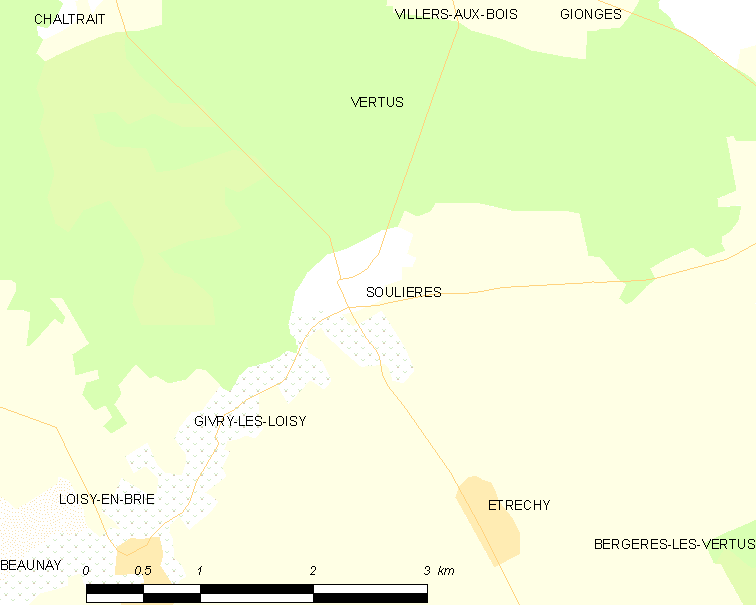
苏利耶尔的OSM定位图

苏利耶尔的时区为UTC+01:00、UTC+02:00（夏令时）。

## 行政
苏利耶尔的邮政编码为51130，INSEE市镇编码为51558。

## 政治
苏利耶尔所属的省级选区为韦尔蒂-香槟平原县。

## 人口

1962-2008年间苏利耶尔人口变化图示

苏利耶尔于2022年1月1日时的人口数量为141人。